# Уједињени за победу Србије
Уједињени за победу Србије (скраћено УЗПС) била је опозициона политичка коалиција у Србији која је учествовала на општим изборима 2022.
Коалицији су претходили Савез за Србију и Удружена опозиција Србије (УОПС), који су постојали од 2018. до јануара 2021. Коалиционе странке су привремено прекинуле сарадњу након распуштања УОПС, али су наставиле сарадњу у јуну 2021. Коалиција је званично обновљена у новембру 2021, а озваничена у фебруару 2022. под називом Уједињена Србија. Представљали су је: Здравко Понош као председнички кандидат, Мариника Тепић као носилац парламентарне листе и Владета Јанковић као кандидат за градоначелника Београда.
УЗПС су чиниле Странка слободе и правде, Народна странка, Демократска странка, Покрет слободних грађана, као и друге мање странке и покрети. Кампању је водила под називом „Уједињени за победу Србије” (УЗПС). Понош је заузео друго место иза актуелног председника Александра Вучића, док је коалиција освојила 38 мандата у Народној скупштини и 26 мандата у Скупштини града Београда. Након избора, коалиција је била суочена са низом унутрашњих сукоба, који су на крају довели до распада. ССП, ПСГ, Покрет за преокрет и УСС Слога наставили су сарадњу након избора формирањем посланичке групе Уједињени у Народној скупштини и Скупштини града Београда.

## Историја

### Позадина
Непосредно пре почетка протеста 2018. године формиран је Савез за Србију (СзС), на иницијативу Драгана Ђиласа. СзС је представљао велики опозициони савез, који је играо кључну улогу у српској политици до њеног распада 2020. године. Коалиција је бојкотовала парламентарне изборе 2020. тврдећи да „нема услова за слободне и поштене изборе”. Већина странака одлучила је да настави сарадњу, што је довело до формирања Удружена опозиција Србије (УОПС) у августу 2020. године. Она је остала нестабилна и била је оспоравана међустраначким проблемима, што је довело до њеног распада између децембра 2020. и јануара 2021. године. Затим се поделила на два блока, један који је био окупљен око Странке слободе и правде (ССП), а други блок окупљен око Народне странке (НС).

### Формација
Касније током 2021. године, стране су наставиле сарадњу. Током октобра јавности је откривено да ће ССП започети формирање још једне коалиције за опште изборе. Разговори су вођени током новембра, након чега је откривено да су стране постигле договор 23. новембра. Откривено је и да ће на челу посланичке листе бити Мариника Тепић. Здравко Понош је током разговора изјавио да ће се кандидовати за председника уколико се „опозиционе странке удруже”, а у јануару 2022. године предложио га је ССП за заједничког председничког кандидата. Остали чланови коалиције су током наредних дана потврдили своју подршку. Владета Јанковић је такође изабран за њиховог представника на изборима за Скупштину града Београда. Коалиција је формализована 2. фебруара.

### Избори 2022.
Након распуштања Народне скупштине 15. фебруара, коалиција Уједињена Србија почела је да прикупља потписе за предају својих гласачких листи. Гласачка листа за парламентарне изборе предата је 18. фебруара са називом „Уједињени за победу Србије”. Коалиција је своју предизборну кампању започела 22. фебруара, првим митингом у Нишу. Од тада коалиција одржава скупове у градовима широм Србије, као што су Београд, Ваљево, Прокупље, Алексинац, Блаце, Рума, Врњачка Бања, Сремска Митровица, Брус, Крушевац и Нови Пазар. РИК је потврдио Поношеву кандидатуру 6. марта. Последњи предизборни митинг одржан је на Тргу Николе Пашића у Београду 31. марта. Коалиција је заузела друго место на општим изборима.

## Политичке позиције
Представници су изразили подршку формирању технократских тимова и тела за борбу против корупције, укључујући лустрацију, транспарентност и социјалну правду. Коалиција подржава и доношење Закона о родној равноправности, а подржава и промену председничког изборног система на тајно гласање које би се вршило у Народној скупштини. Понош је изјавио да ће потписати Закон којим ће се вратити одузете пензије. Коалиција је такође изразила подршку формирању „Министарства за повратак људи из иностранства”.
Associated Press је коалицију описао као центристичку. Новинар Зоран Пановић је у интервјуу са Светиславом Басаром упоредио коалицију са коалицијом Демократски покрет Србије (ДЕПОС).

## Чланице
Коалицију углавном предводе Странка слободе и правде (ССП), Народна странка (НС), Демократска странка (ДС) и Покрет слободних грађана (ПСГ). Поред њих, у коалицији су и мање странке и покрети.
| Име | Име                                              | Вођа              | Идеологија                    | Политичка позиција            | Мандати  |
| --- | ------------------------------------------------ | ----------------- | ----------------------------- | ----------------------------- | -------- |
|     | Народна странка (Народна)                        | Вук Јеремић       | либерални конзервативизам     | десница                       | 12 / 250 |
|     | Демократска странка (ДС)                         | Зоран Лутовац     | социјалдемократија            | леви центар                   | 9 / 250  |
|     | Странка слободе и правде (ССП)                   | Драган Ђилас      | социјалдемократија            | центар                        | 10 / 250 |
|     | Покрет слободних грађана (ПСГ)                   | Павле Грбовић     | либерализам                   | леви центар                   | 3 / 250  |
|     | Покрет за преокрет (ПЗП)                         | Јанко Веселиновић | социјалдемократија            | леви центар                   | 1 / 250  |
|     | Удружени синдикати Србије „Слога” (УСС Слога)    | Жељко Веселиновић | лабуризам                     | левица                        | 1 / 250  |
|     | Отаџбина                                         | Славиша Ристић    | интереси српске мањине на КиМ | интереси српске мањине на КиМ | 1 / 250  |
|     | Покрет слободна Србија (ПСС)                     | Лидија Мартиновић | социјалдемократија            | леви центар                   | 0 / 250  |
|     | Демократска заједница војвођанских Мађара (ДЗВМ) | Арон Чонка        | интереси мађарске мањине      | интереси мађарске мањине      | 0 / 250  |
|     | Странка Македонаца Србије (СМС)                  | Горан Илијевски   | интереси македонске мањине    | интереси македонске мањине    | 0 / 250  |
|     | Влашка странка (ВС)                              | Јанко Николић     | интереси влашке мањине        | интереси влашке мањине        | 0 / 250  |

## Резултати на изборима

### Парламентарни избори
| Година | Вођа           | Вођа    | Гласови | % од важећих | # мандата | Промена | Влада     |
| Година | Име            | Странка | Гласови | % од важећих | # мандата | Промена | Влада     |
| ------ | -------------- | ------- | ------- | ------------ | --------- | ------- | --------- |
| 2022.  | Мариника Тепић | ССП     | 520.469 | 14,09%       | 38 / 250  | 38      | опозиција |

### Председнички избори
| Година | Кандидат      | Кандидат | #  | 1. круг — гласови | % од важећих | # | 2. круг — гласови | % од важећих |
| Година | Име           | Странка  | #  | 1. круг — гласови | % од важећих | # | 2. круг — гласови | % од важећих |
| ------ | ------------- | -------- | -- | ----------------- | ------------ | - | ----------------- | ------------ |
| 2022.  | Здравко Понош | НС       | 2. | 698.538           | 18,84%       | — | —                 | —            |

### Скупштина града Београда
| Година | Вођа             | Вођа    | Гласови | % од важећих | # мандата | Промена | Влада     |
| Година | Име              | Странка | Гласови | % од важећих | # мандата | Промена | Влада     |
| ------ | ---------------- | ------- | ------- | ------------ | --------- | ------- | --------- |
| 2022.  | Владета Јанковић | нез.    | 195.335 | 21,78%       | 26 / 110  | 0       | опозиција |

### Локални избори
| Општина             | Гласови | % | # мандата | Статус |
| ------------------- | ------- | - | --------- | ------ |
| Аранђеловац         |         |   |           |        |
| Бајина Башта        |         |   |           |        |
| Бор                 |         |   |           |        |
| Дољевац             |         |   |           |        |
| Кладово             |         |   |           |        |
| Књажевац            |         |   |           |        |
| Кула                |         |   |           |        |
| Лучани              |         |   |           |        |
| Мајданпек           |         |   |           |        |
| Медвеђа             |         |   |           |        |
| Севојно             |         |   |           |        |
| Сечањ               |         |   |           |        |
| Смедеревска Паланка |         |   |           |        |